# کالپ
کالپ (به اسپانیایی: Calp) دهستانی در استان آلیکانتهٔ اسپانیا است.
در این دهستان ۲۹٬۶۶۶ نفر زندگی می‌کنند. مساحت این دهستان ۲۳٫۵۱ کیلومتر مربع است.